# Luke
Luke és una població dels Estats Units a l'estat de Maryland. Segons el cens del 2000 tenia 80 habitants.

## Demografia
Segons el cens del 2000, Luke tenia 80 habitants, 39 habitatges, i 23 famílies. La densitat de població era de 110,3 habitants per km².
Dels 39 habitatges en un 17,9% hi vivien nens de menys de 18 anys, en un 46,2% hi vivien parelles casades, en un 12,8% dones solteres, i en un 41% no eren unitats familiars. En el 38,5% dels habitatges hi vivien persones soles el 28,2% de les quals corresponia a persones de 65 anys o més que vivien soles. El nombre mitjà de persones vivint en cada habitatge era de 2,05 i el nombre mitjà de persones que vivien en cada família era de 2,74.
Per edats la població es repartia de la següent manera: un 16,3% tenia menys de 18 anys, un 2,5% entre 18 i 24, un 20% entre 25 i 44, un 26,3% de 45 a 60 i un 35% 65 anys o més.
L'edat mediana era de 52 anys. Per cada 100 dones de 18 o més anys hi havia 97,1 homes.
La renda mediana per habitatge era de 21.406 $ i la renda mediana per família de 30.625 $. Els homes tenien una renda mediana de 32.500 $ mentre que les dones 0 $. La renda per capita de la població era de 15.488 $. Entorn de l'11,8% de les famílies i el 13,2% de la població estaven per davall del llindar de pobresa.

## Poblacions més properes
El següent diagrama mostra les poblacions més properes.